# Ipotesi dell'origine euroasiatica

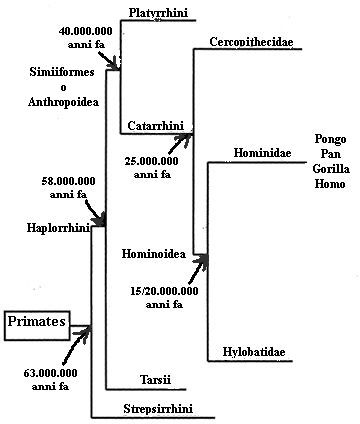
Tarsi e Strepsirrhini formano le Proscimmie; le Platirrine sono le scimmie del Nuovo Mondo, mentre le Catarrine del Vecchio; Orangutan, Scimpanzé e Gorilla sono invece le grandi scimmie. Gli Eosimidi (appartenente al sottordine Catarrhini), scoperti in Asia, sembra siano i primi antropoidi.

L'ipotesi dell'origine euroasiatica (o "Out of Eurasia") è un'ipotesi paleoantropologica alternativa alle teorie dominanti come Out of Africa I e Out of Africa II.
Con ipotesi dell'origine euroasiatica si possono intendere due diverse ipotesi: l'origine asiatica dei primi antropoidi o l'origine asiatica dell'uomo moderno.

## Origine asiatica dei primi antropoidi
Secondo questa ipotesi, avrebbero avuto origine in Asia i primi antropoidi (all'incirca tra i 37 ed i 45 milioni di anni fa), evoluti successivamente in Griphopithecus (dai 15 ai 16,5 milioni di anni fa) e fino alle scimmie orangutan e a Homo erectus.

## Origine asiatica dell'Uomo
Alcuni studiosi hanno ipotizzato che Homo ergaster sia migrato dall'Africa verso l'Asia, dove si è evoluto in Homo erectus, e che questo sia poi tornato in Africa per poi diventare Homo sapiens.
Le evidenze che gli autori di questa teoria portano sono:
1. le datazioni dei ritrovamenti in Asia dei primi ominidi, più antiche di quanto si pensava in precedenza (ad esempio, l'Homo georgicus a Dmanisi-circa 1,7 milioni di anni fa, a Riwat in Pakistan-1,9 milioni di anni fa, a Ubeidiya nel Medio Oriente-1,5 milioni di anni fa);
2. lo studio del genoma umano.[6] In particolare, gli aplogruppi M, N[7], R del mtDNA o gli aplogruppi D, E, C, F del cromosoma Y.[8]

### Ipotesi dell'origine euroasiatica
- (EN)   Charles Q. Choi, Fossils hint at Asian origin for higher primates, in LiveScience.com, 2010. URL consultato il 7 giugno 2012.
- (EN)   M. Martinón-Torres, et al., Dental evidence on the hominin dispersals during the Pleistocene, in PNAS, vol. 104, n. 33, 2007,  pp. 13279-13282. URL consultato il 7 giugno 2012.
- (EN)   Nicholas Bakalar, Did Early Humans First Arise in Asia, Not Africa?, in National Geographic News, 2005. URL consultato il 7 giugno 2012.
- (EN)   David R.Begun, Erksin Güleç, Denis Geraads, Dispersal patterns of Eurasian hominoids: implications from Turkey (PDF), in Deinsea, vol. 10, 2003,  pp. 23-39. URL consultato il 7 giugno 2012 (archiviato dall'url originale il 14 marzo 2012).
- (EN)   Charles Q. Choi, Out of Asia: New Origin Proposed for Humans, Monkeys, Apes, in LiveScience.com, 2010. URL consultato il 7 giugno 2012.
- (EN)   Salvador Moyà-Solà, et al., A unique Middle Miocene European hominoid and the origins of the great ape and human clade, in PNAS, vol. 106, n. 24, 2009,  pp. 9601-9606. URL consultato il 7 giugno 2012.
- (EN)   J.J. Jaege, et al., A New Primate from the Middle Eocene of Myanmar and the Asian Early Origin of Anthropoids (abstract), in Science, vol. 286, n. 5439, 1999,  pp. 528-530. URL consultato il 7 giugno 2012.
- (EN)   K.Christopher Bearda, Jingwen Wangb, The eosimiid primates (Anthropoidea) of the Heti Formation, Yuanqu Basin, Shanxi and Henan Provinces, People's Republic of China (abstract), in Elsevier Science, vol. 46, n. 4, 2004,  pp. 401–432, DOI:10.1016/j.jhevol.2004.01.002. URL consultato il 7 giugno 2012.
- (EN)   Carlos G. Schrago, Claudia A. M. Russo, Timing the Origin of New World Monkeys, in Mol Biol Evol, vol. 20, n. 10, 2003,  pp. 1620-1625. URL consultato il 7 giugno 2012.

### Origine asiatica dei primi Antropoidi
- (EN)   Laurent Marivaux, et al., Anthropoid primates from the Oligocene of Pakistan (Bugti Hills): Data on early anthropoid evolution and biogeography, in PNAS, vol. 102, n. 24, 2005,  pp. 8436-8441. URL consultato il 7 giugno 2012.
- (EN)   Jean-Jacques Jaeger, Laurent Marivaux, Shaking the Earliest Branches of Anthropoid Primate Evolution (abstract), in Science, vol. 310, n. 5746, 2005,  pp. 244-245. URL consultato il 7 giugno 2012.
- (EN)   Did first hominids live in Europe?, in New Scientist, vol. 2711, 2009. URL consultato il 7 giugno 2012.
- (EN)   Salvador Moyà-Solà, et al., A unique Middle Miocene European hominoid and the origins of the great ape and human clade, in PNAS, vol. 106, n. 24, 2009,  pp. 9601-9606. URL consultato il 7 giugno 2012.
- (EN)   Sunil Bajpai, et al., The oldest Asian record of Anthropoidea (PDF), vol. 105, n. 38, 2008,  pp. 11093-11098. URL consultato il 7 giugno 2012.
- (EN)   Encyclopædia Britannica, Background and beginnings in the Miocene, in Encyclopædia Britannica, voce Human evolution, 2012. URL consultato il 7 giugno 2012.
- (EN)   University of Pittsburgh, Humans More Related To Orangutans Than Chimps, Study Suggests, in ScienceDaily, 2009. URL consultato il 7 giugno 2012.
- (EN)   John R. Grehan1, Jeffrey H. Schwartz, Evolution of the second orangutan: phylogeny and biogeography of hominid origins (abstract), in Journal of Biogeography, vol. 36, n. 10, 2009,  pp. 1823–1844. URL consultato il 7 giugno 2012.
- (EN)   Encyclopædia Britannica, Homo erectus, in Encyclopædia Britannica, 2012. URL consultato il 7 giugno 2012.
- (EN)   David Lordkipanidze, et al., A Fourth Hominin Skull From Dmanisi, Georgia (PDF), in The anatomical record, vol. 288, 2006,  pp. 1146–1157. URL consultato il 7 giugno 2012.
- (EN)   R.X. Zhu, et al., New evidence on the earliest human presence at high northern latitudes in northeast Asia (PDF), in Nature, vol. 431, 2004,  pp. 559-562. URL consultato il 7 giugno 2012.

### Origine asiatica dell'Uomo
- (EN)   American Friends of Tel Aviv University, Was Israel the Birthplace of Modern Humans?, in ScienceDaily, 2010. URL consultato il 6 giugno 2012.
- (EN)   Israel Hershkovitz, et al., Middle pleistocene dental remains from Qesem Cave (Israel) (abstract), in American Journal of Physical Anthropology, vol. 144, n. 4, 2010,  pp. 575-592. URL consultato il 7 giugno 2012.
- (EN)   Washington University in St. Louis, Modern Humans Emerged Far Earlier Than Previously Thought, Fossils from China Suggest, in ScienceDaily, 2010. URL consultato il 6 giugno 2012.
- (EN)   Wu Liu, et al., Human remains from Zhirendong, South China, and modern human emergence in East Asia, in PNAS, vol. 107, n. 45, 2010,  pp. 19201-19206. URL consultato il 7 giugno 2012.

### Evidenze genetiche
- Aplogruppo M: [1]
- Aplogruppo N: [2]
- Cromosoma Y: [3]
- Aplogruppo E: [4]
- Aplogruppo C: [5]